# James Cameron’s Avatar: The Game
A James Cameron's Avatar: The Game egy 2009-ben megjelent Third-person shooter stílusú akció-videójáték, mely a szintén 2009-ben megjelent Avatar című film alapján készült.

## Története
A játék 2152-ben játszódik, két évvel a film eseményei előtt, és azzal kezdődik, hogy egy új ember, Able Ryder érkezik Pandorára, akit a Kék Lagúna nevű területre osztottak be, egy nagy dzsungelrészre, amelyet elkerítettek, hogy nagyobb ragadozók ne juthassanak be. Első küldetésük az, hogy megmentsenek öt tengerészgyalogost a viperafarkasoktól, a parancsnokuk, Kendra Midori pedig azt javasolja, hogy egy torony segítségével védekezzenek a farkasok ellen. Miután megmentette a tengerészgyalogosokat, Rydernek segítenie kell egy másik társának is, Daltonnak, aki fél a viperafarkasoktól, és a kerítésen kívül rekedt.